# 马蒂亚斯·福尔茨
马蒂亚斯·福尔茨（德語：Matthias Volz，1910年5月4日—2004年8月26日），德国前男子竞技体操运动员。他曾获得1936年夏季奥运会体操比赛男子团体全能金牌、男子跳马铜牌和男子吊环铜牌。